# Каруару
Каруару (порт. Caruaru) град је у Бразилу у савезној држави Пернамбуко. Према процени из 2024. у граду је живело 402.290 становника, а у својој Метрополитанској области има 2.241.191 становника.
Каруару је главни град Агрестеа.
Каруару има три града побратима:
- Запопан, Мексико
- Каранави, Боливија
- Рејкјавик, Исланд

## Становништво
Према процени из 2024. у граду је живело 402.290 становника.
| 1960.  | 1970.   | 1991.   | 2000.   | 2001.   | 2010.   | 2014.   | 2017.   | 2020.   | 2021.   | 2022.   | 2023.   | 2024.   |
| ------ | ------- | ------- | ------- | ------- | ------- | ------- | ------- | ------- | ------- | ------- | ------- | ------- |
| 65,031 | 147,430 | 213,697 | 253,312 | 253,634 | 277,982 | 342,328 | 356,128 | 365,278 | 369,343 | 378,048 | 378,052 | 402,290 |